# كويتشيرو كيمورا
كويتشيرو كيمورا (باليابانية: 木村浩一郎؛ بالكانا: きむら こういちろう) هو مصارع محترف ياباني، ولد في 18 نوفمبر 1969 في تاتيباياشي في اليابان، وتوفي في 28 أكتوبر 2014 بسبب ذات الرئة.

## وصلات خارجية
- كويتشيرو كيمورا على موقع شيردوغ (الإنجليزية)
- كويتشيرو كيمورا على موقع CageMatch worker (الإنجليزية)
- كويتشيرو كيمورا على موقع قاعدة بيانات المصارعة على الإنترنت (الإنجليزية)
- كويتشيرو كيمورا على موقع IMDb (الإنجليزية)